# Nephelomyias pulcher
A Nephelomyias pulcher a madarak (Aves) osztályának a verébalakúak (Passeriformes) rendjébe és a királygébicsfélék (Tyrannidae) családjába tartozó faja.

## Rendszerezése
A fajt Philip Lutley Sclater angol ügyvéd és zoológus írta le 1860-ban. Sorolják a Myiophobus nembe Myiophobus pulche néven is.

## Alfajai
- Nephelomyias pulcher bellus (P. L. Sclater, 1862)
- Nephelomyias pulcher oblitus Bond, 1943
- Nephelomyias pulcher pulcher (P. L. Sclater, 1861)[2]

## Előfordulása
Az Andok-hegységben, Bolívia, Ecuador, Kolumbia és Peru területén honos. Természetes élőhelyei a  szubtrópusi és trópusi hegyi esőerdők. Állandó, nem vonuló faj.

## Megjelenése
Testhossza 11 centiméter,  testtömege 9.5 gramm.

## Életmódja
Rovarokkal táplálkozik.

## Természetvédelmi helyzete
Az elterjedési területe nagy, egyedszáma pedig stabil. A Természetvédelmi Világszövetség Vörös listáján nem fenyegetett fajként szerepel.